# Alex aurantiata
Alex aurantiata là một loài bướm đêm trong họ Geometridae.